# Albert (drengenavn)
 For alternative betydninger, se Albert. (Se også artikler, som begynder med Albert)
Albert er et drengenavn, der stammer fra det tyske navn Adalbrecht og betyder "ædelbåren". I Danmark er der ca. 4.200 personer, der bærer navnet ifølge Danmarks Statistik (2019). Navnet Albert var udbredt blandt tyske royale. Navnet blev indført til England af Normannerne, hvor det erstattede det oldengelske navn Æðelbeorht. 
Variationer af navnet omfatter Alberth, Albrecht, Albrekt og Alberto, mens Alberte er en feminin form af navnet.

## Kendte personer med navnet

### Kongelige personer
- Albert 1. og Albert 2., belgiske konger.
- Albert, engelsk prinsgemal, gift med dronning Victoria af Storbritannien.
- Albert, sachsisk konge.
- Albrecht, svensk konge.

### Andre personer
- Albert Bertelsen, dansk maler.
- Christian Albrecht Bluhme, dansk politiker, jurist og minister.
- Albert Camus, fransk forfatter.
- Albert Dam, dansk forfatter.
- Albrecht Dürer, tysk billedkunstner.
- Ernst Albrecht von Eberstein, dansk officer.
- Albert Einstein, tysk-amerikansk videnskabsmand.
- Albert Finney, engelsk skuespiller.
- Alberto Giacometti, schweizisk billedkunstner.
- Albert Gottschalk, dansk maler
- Christian Albrecht Jensen, dansk maler.
- Albert Küchler, dansk maler og munk.
- Albert Schweitzer, alsacisk teolog, læge, pacifist og modtager af Nobels fredspris.
- Albert Speer, tysk ingeniør.
- Albrecht von Wallenstein, tysk general.

## Navnet anvendt i fiktion
- Albert er en børnebog af Ole Lund Kirkegaard, som også er filmatiseret.
- Albert Arnesen er en figur fra Matador; han spilles af Preben Mahrt.